# Václav Luks
Václav Luks (Rakovník, 14 novembre 1970) è un clavicembalista e direttore d'orchestra ceco, conosciuto per le sue interpretazioni di musica barocca.

## Biografia
Ha studiato al Conservatorio di Plzeň, all'Accademia musicale di Praga e alla Schola Cantorum Basiliensis. Ha fondato l'orchestra Collegium 1704, ensemble dedicato allo studio ed all'interpretazione della musica barocca, nel 2005 in occasione del progetto Bach – Praga – 2005. Collegium 1704 e Collegium Vocale 1704 sono ospiti regolari di numerosi festival in tutta Europa e oltre ad eseguire le più importanti composizioni e opere liriche del repertorio barocco, promuovono anche maestri cechi quali Jan Dismas Zelenka e Josef Mysliveček, italiani quali Antonio Vivaldi e Claudio Monteverdi, e tedeschi quali Georg Friedrich Händel e Johann Sebastian Bach. La sua carriera lo ha portato ad esibirsi nei festival e nei teatri più importanti del mondo, come Festival di Salisburgo, Berliner Philharmonie, Wigmore Hall, Theater an der Wien, Elbphilharmonie ed altri. Numerose le sue collaborazioni con artisti di fama mondiale, sia in ambito concertistico che discografico, tra cui Andreas Scholl, Bejun Mehta, Vivica Genaux, Philippe Jaroussky, Magdalena Kožená, ed altri.

## Discografia

### CD
- Jean-Philippe Rameau: Les Boréades (Chateau de Versailles Spectacles, 2020)
- Jan Dismas Zelenka: Missa 1724 (Accent, 2020)
- Il giardino dei sospiri | Marcello, Vinci, Leo, Gasparini, Händel, sol. Magdalena Kožená (Accent, 2019)
- Georg Friedrich Händel: Messiah (Accent, 2019)
- Johann Sebastian Bach: Oboe concertos et cantatas, sol. Anna Prohaska (Accent, 2018)
- Josef Mysliveček: Violin Concertos (Accent, 2018)
- Jan Dismas Zelenka: Sonatas ZWV 181 | a 2 oboi (violino) e 2 bassi obligati (Accent, 2017)
- Jan Dismas Zelenka: Missa Divi Xaverii ZWV 12, Litaniae de Sancto Xaveiro ZWV 156 (Accent, 2015)
- Johann Sebastian Bach: Mše h moll BWV 232 (Accent, 2013)
- Zelenka / Tůma (J. D. Zelenka: Sanctus et Agnus Dei, ZWV 34 & 36, F. I. A. Tůma: Stabat Mater) (Supraphon, 2013)
- Johann Sebastian Bach: Kantáty, sol. Martina Janková (Supraphon: 2013)
- Jan Dismas Zelenka: Responsoria pro hebdomada sancta ZWV 55, Lamentatio Ieremiae Prophetae ZWV 53 (Accent, 2012)
- Jan Dismas Zelenka: Officium defunctorum ZWV 47 / Requiem ZWV 46 (Accent, 2011)
- Antonín Reichenauer: Concertos | Koncerty (Supraphon, 2010)
- Jan Dismas Zelenka: I Penitenti al Sepolcro del Redentore (Zig-Zag Territoires, 2009)
- Jan Dismas Zelenka: Missa votiva (Zig-Zag Territoires, 2008)
- Jan Dismas Zelenka: Composizioni per Orchestra | Orchestrální skladby (Supraphon, 2005)
- Jiří Antonín Benda: Harpsichord Concertos | Koncerty pro cembalo (ARTA Records, 2005)
- Henrico Albicastro: Concerti a quattro, op. 4 (PAN Classics, 2001)

### DVD
- Heinrich Ignaz Franz von Biber: Missa Salisburgensis / Claudio Monteverdi: Selva Morale e Spirituale (Naxos, 2017)
- Gaetano Donizetti: Messa da Requiem (Narodowy Instytut Fryderyka Chopina, 2017)
- Christoph Willibald Gluck: Orfeo ed Euridice (Arthaus Music, 2014)
- Georg Friedrich Händel: La Ressurezione HWV 47 (Svatováclavský hudební festival, 2010)
- Bach / Zelenka / Pergolesi (Svatováclavský hudební festival, 2009)